# Wilhelm Brockhaus (Schriftsteller)
Peter Friedrich Wilhelm Brockhaus (* 30. August 1819 in Himmelmert bei Plettenberg; † 31. Oktober 1888 in Duisburg) war ein deutscher Schriftsteller, Komponist und Evangelist der Brüderbewegung.

## Leben
Wilhelm Brockhaus war der älteste Sohn des Volksschullehrers Friedrich Wilhelm Brockhaus (1793–1878) und der Bruder von Carl Brockhaus (1822–1899), dem Gründervater der Brüderbewegung in Deutschland.
Nach seiner Schulzeit besuchte Brockhaus von 1836 bis 1838 das Lehrerseminar in Soest. 1838 trat er in Epscheid bei Breckerfeld seine erste Lehrerstelle an; ab 1842 unterrichtete er in Rüggeberg. 1843 heiratete er Wilhelmine Escher (1809–1877) aus Glörfeld bei Halver, mit der er sieben Kinder hatte.
Wie sein Bruder Carl wurde auch Wilhelm Brockhaus Mitglied des „Elberfelder Erziehungsvereins“ und des „Evangelischen Brüdervereins“. 1850 übernahm er von seinem Bruder die Redaktion der Zeitschrift des Erziehungsvereins, Der Kinderbote, die durch ihn zum damals meistgelesenen Blatt dieser Art in Westdeutschland wurde (Auflage zeitweise 23.000 Exemplare). Ende 1852 trat er gemeinsam mit Carl Brockhaus aus dem Evangelischen Brüderverein aus und wandte sich der Brüderbewegung zu, blieb aber weiterhin für den Elberfelder Erziehungsverein schriftstellerisch aktiv. Neben vielen kürzeren Beiträgen für den Kinderboten verfasste er unter dem Reihentitel Saat und Ernte mindestens 15 romanhafte Erzählungen „für die reifere Jugend und ihre Freunde“, die meist geschichtliche Stoffe behandeln, vorzugsweise aus der Reformationszeit. Auch für die Zeitschriften seines Bruders schrieb er Artikel. Aus seiner Feder stammen ferner fünf Liedtexte und 22 Melodien, die in das Gesangbuch der Brüderbewegung, die Kleine Sammlung geistlicher Lieder (1853ff.), Eingang fanden.
Nachdem Brockhaus 1854 seinen Lehrerberuf aufgegeben hatte, übersiedelte er 1866 nach Elberfeld. Neben seiner schriftlichen Arbeit betätigte er sich auch erfolgreich als Evangelist und Erweckungsprediger, der oft für die Gemeindegründungen seines Bruders Carl die Vorarbeit leistete. Er starb im Alter von 69 Jahren im Haus seines Schwiegersohnes Simon Otto Krah (1857–1939) in Duisburg.

## Werke
Brockhaus’ Schriften erschienen entweder unter den Initialen „W. B.“ oder ganz anonym. Eine vollständige Liste seiner Veröffentlichungen lässt sich daher heute nicht mehr zusammenstellen.
In der 22-bändigen Reihe Saat und Ernte des Elberfelder Erziehungsvereins tragen folgende Erzählungen die Initialen „W. B.“ (in der Regel mehrere Auflagen ohne Jahresangaben):
- Band 1: Der Klausner oder die geraubte Tochter. Erzählung aus der Zeit des dreißigjährigen Krieges [1862]
- Band 2: Der Vater Tim oder die Hugenotten und ihre Kämpfe. Ein historisches Gemälde für die reifere Jugend und ihre Freunde aus dem sechszehnten Jahrhundert [1862]
- Band 3: Antoine Perrier oder der Aufstand in den Cevennen. Ein historisches Gemälde für die reifere Jugend und ihre Freunde aus dem achtzehnten Jahrhundert [1868]
- Band 4: Sam oder die Morgenröthe der Niederlande. Ein historisches Gemälde für die reifere Jugend und ihre Freunde aus dem sechszehnten Jahrhundert [1868]
- Band 5: Korporal Tom oder der untergeschobene Brief. Ein historisches Gemälde für die reifere Jugend und ihre Freunde aus der schottischen Reformationszeit [1869]
- Band 6: Der Burgvogt oder feurige Kohlen. Eine Erzählung aus den Zeiten des deutschen Bauernkrieges für die reifere Jugend und ihre Freunde
- Band 7: Marion oder der Engpaß von Angrona. Ein historisches Gemälde für die reifere Jugend und ihre Freunde aus der Geschichte der Waldenser [1873]
- Band 8: Der Löwe aus Juda. Eine Erzählung für die reifere Jugend und ihre Freunde (frei nach dem Englischen) [1873]
- Band 9: Die beiden Helden oder der Alte vom Rheingrafenstein. Ein Blatt aus der Geschichte der Reformation für die reifere Jugend und ihre Freunde [1878]
- Band 10: Der alte Ben oder der geflickte Mantel. Ein historisches Gemälde aus der Reformationszeit für die reifere Jugend und ihre Freunde [1878]
- Band 11: Der Husar wider Willen. Eine Erzählung für die reifere Jugend und ihre Freunde aus der Zeit des siebenjährigen Krieges [1878]
- Band 12: Der Sohn der Alpen. Eine Erzählung aus den Religionskämpfen der Schweiz für die reifere Jugend [1878]
- Band 13: Weiß und Schwarz. Eine Erzählung aus den Tagen der Sclavenbefreiung in Jamaika [1878]
- Band 14: Trübe Zeiten. Eine Erzählung aus dem Revolutionsjahr 1848 für die reifere Jugend und ihre Freunde [1879]
- Band 15: Eigene Wege. Eine Erzählung nach geschichtlichen Thatsachen [1884][2]

Die Bände 16, 21 und 22 von Saat und Ernte tragen die Namen anderer Autoren; die Bände 17–20 erschienen anonym, könnten also ggf. noch von Brockhaus stammen:
- Band 17: Die Erbin von Fritzburg. Eine Erzählung aus der Reformationszeit
- Band 18: Ueberwunden. Eine Erzählung aus dem 1. Jahrhundert
- Band 19: Aus Nacht zum Licht. Eine Erzählung aus dem 4. Jahrhundert
- Band 20: Die Ritter von Adlerstein. Eine Erzählung aus dem 15. Jahrhundert

Außerhalb der Reihe Saat und Ernte erschienen folgende Erzählungen von W[ilhelm] B[rockhaus] im R. Brockhaus Verlag, Elberfeld (ohne Jahresangabe):
- Der Kampf um eine Krone. Historische Erzählung aus der Reformationszeit Schottlands. Frei nach dem Holländischen (P. J. Kloppers)
- Über den Sternen. Historische Erzählung aus der Zeit des dreißigjährigen Krieges. Frei nach dem Holländischen
- Giulietta, das Blumenmädchen von Neapel – Des Kapitäns Töchterlein (zwei Erzählungen in einem Band)

Bekannt ist außerdem eine dogmatische Schrift von Wilhelm Brockhaus:
- Das Zeugniß der heiligen Schrift über die ewige Verdammniß im Gegensatz zu der sogenannten Wiederbringungslehre [1867]

## Rezeption
Gustav Ischebeck, ein Autor der Freien evangelischen Gemeinden, schrieb 1919, dass Wilhelm Brockhaus

„für viele tausend Familien Westdeutschlands und darüber hinaus eine wirklich gute Unterhaltungsliteratur brachte. Weil sein milder Darbysmus hier nirgendwo hervortrat, dagegen das volle Heil in Christo immer dargeboten wurde, sind ihm über sein Grab hinaus noch viele Familien dankbar. Denn noch jetzt wird mancherorten gerne auf seine Jahrgänge des Kinderboten und Saat und Ernte zurückgegriffen.“

Über Brockhaus’ erzählerische Qualitäten urteilte der Freikirchenhistoriker Walther Hermes 1933:

„Freilich ist er stellenweise ein wenig breit, seine Bildwürfe der handelnden Personen treten etwas unvermittelt auf und sind hier und da auch etwas lebensfern. Aber das geht zum Teil zurück auf die Zeitsitte und Zeitwünsche. Es führt auch nie zur Untreue und Unwahrhaftigkeit und wird dabei reichlich aufgewogen durch die Treuherzigkeit seiner Schilderungen, die sehr an Christoph von Schmidt erinnern. In der Schilderung der geschichtlichen Zeitlage und der Verknüpfung des Fadens der Darstellung hiermit ist er geradezu ein Meister, der manchmal an Scott und Dahn erinnert, wenn ihm auch die Gestaltungskraft dieser Großen nicht eigen ist. Auf dem Boden der christlichen Erzählkunst haben ihn darin bis heute wenige erreicht. Das Gebiet, in dem er am besten daheim ist, ist die Reformationsgeschichte, und zwar diejenige aller Länder […]. Gern führt er auch auf den Boden seiner sauerländischen Heimat, namentlich in die Berge und Wälder Plettenbergs und seiner Umgebung. Seine See- und Seefahrergeschichten lassen ihn einiges verwandt sein mit W. O. von Horn, von dem ihn aber wieder das unterscheidet, daß ihm Christentum als Sitte und Gewohnheit fremd ist und er stets bei den jungen Lesern auf eine klare Entscheidung für Jesus, den Kinderfreund, hinarbeitet, ohne daß das allerdings auf jeder Seite gesagt wird. Ueberhaupt ist er einer der wenigen Jugendschriftsteller, der die Mittel kirchlicher und übermittelter Gefühlsbeeinflussung mit Konfirmation und Abendmahl unbenutzt läßt.“